# 中嶋の戦い
中嶋の戦い（なかじまのたたかい）は、享禄4年3月10日（1531年3月28日）から同年5月後半までの摂津中嶋・天王寺周辺で行われた戦い。別名「天王寺の戦い」とも呼ばれており、その後の大物崩れにつながっていく。

## 開戦までの経緯
桂川原の戦いで敗れた細川高国は、その後の調停工作も失敗し、放浪して援軍を模索していたが、備前三石城主・浦上村宗の挙兵をとりつけた。浦上村宗は播磨統一を望んでおり、高国の力を借りて成し遂げようとしたという。
享禄3年（1530年）6月29日、播磨小沢城（依藤城）へ進出していた柳本賢治を就寝中に刺客によって暗殺した。実行犯は中村助三郎（浄春）で、高国と内藤国貞より感状が贈られている。
その後は別所就治に擁された。高国と村宗は、
- 庄山城（小寺城）
- 三木城
- 有田城

を同年7月27日までに攻略し、播磨統一を成し遂げた。
足場が固まった細川・浦上連合軍は細川晴元が擁する堺公方を攻め落とすべく播磨を出国、同年8月27日に摂津に入国神呪寺城に布陣した。これに対して晴元は伊丹城、富松城に増援を派遣したが9月21日に富松城が落城し、増援に出向いていた薬師寺国盛は大物城（尼崎城）に逃走したが、11月6日には大物城も降伏した。これは薬師寺国盛が高国軍の進撃を見て寝返った事に起因するが、堺公方に質子として差し出していた7歳の子は翌年3月に刺殺された。
この情勢を見て高国は内藤彦七に命じ、勝軍地蔵山城を築いた。京都の人々はこれに驚いたという。また、これに即応し近江興聖寺に逃れていた12代将軍足利義晴も翌享禄4年（1531年）2月17日に坂本に進出し、京都の近距離に移動した。

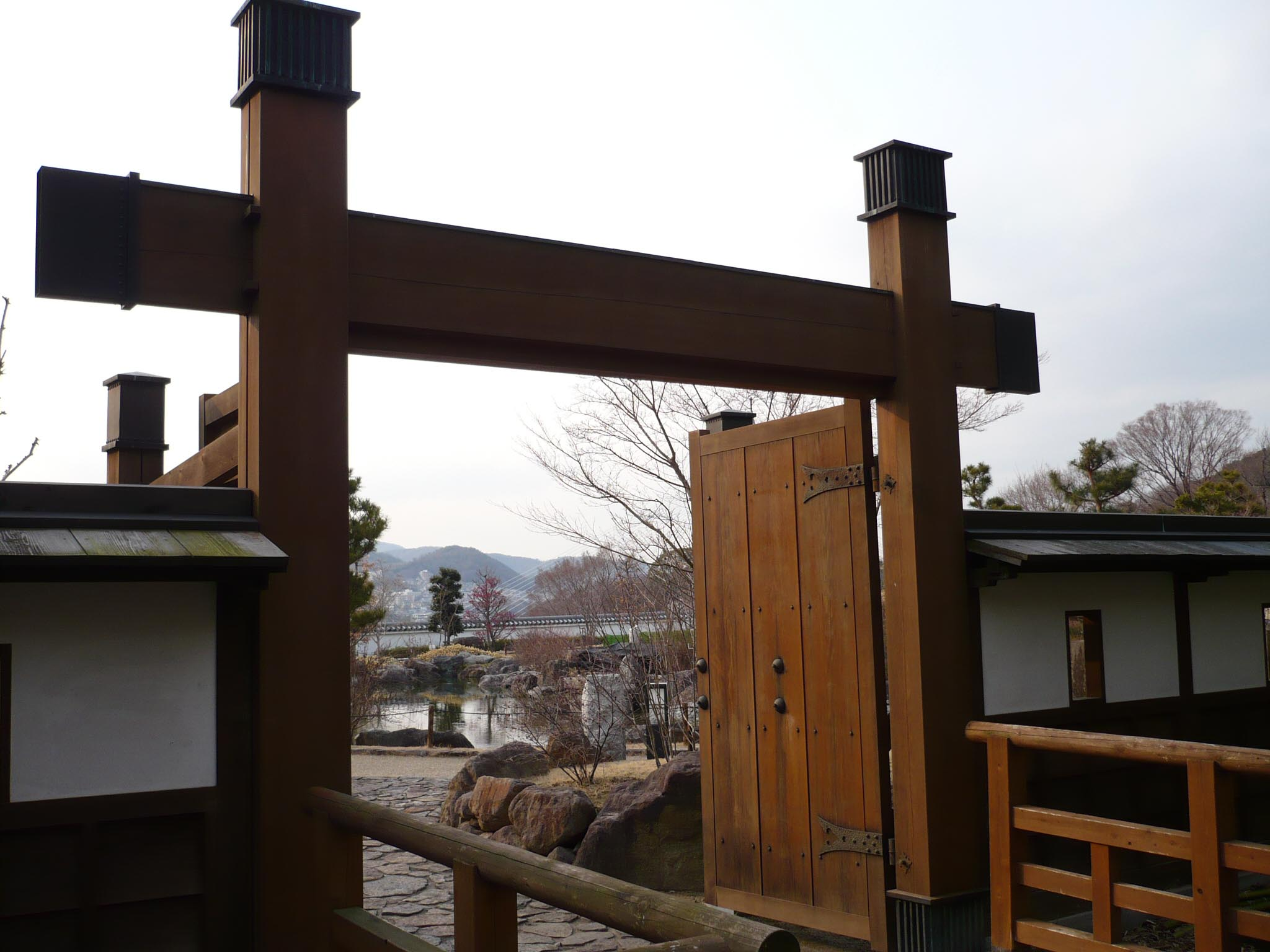
池田城の復興虎口

同年2月末には伊丹城が開城、3月6日には勝軍地蔵山城から出撃してきた内藤彦七らによって、摂津の要所であった池田城を落城させた。池田城の発掘調査ではこの時の焼土層が発見され、かなりの大火であったことが確認されている。京都を警備していた木沢長政はこの敗戦に驚き、翌日の3月7日に逃走をした。勝軍地蔵山城兵が洛中に進軍し、高国は京都奪還をなし得たのである。
細川・浦上連合軍は8月27日神呪寺城に着陣してから、翌年3月6日の約6か月間で、
- 富松城
- 伊丹城
- 大物城
- 池田城

の4つの城を落城させた。

## 戦いの状況
京都を奪回し、池田城を落城させた細川・浦上連合軍は、最終目標である堺公方及び細川晴元を倒すべく軍をすすめ、3月10日、本陣は南摂津周辺に、先鋒は住吉の勝間（現在の大阪市西成区の南端、玉手付近と思われる）に陣をひいた。
劣勢にたっていた晴元は三好元長を投入することになる。

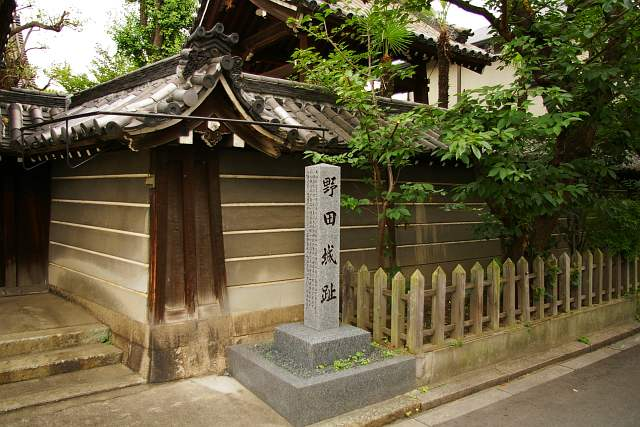
野田城の石碑

三好元長は柳本賢治と折り合いが悪く、享禄2年（1529年）8月10日に騒ぎが大きくなる前に阿波へ帰国してしまった。しかしその賢治は亡き者になり、かつて高国によって祖父三好之長を殺されたこと、主君晴元が苦戦している状況を見捨てられなかったのか、要請に応じて享禄4年2月21日に堺に到着、3月10日に住吉の勝間に布陣してきた先鋒軍80兵程を打ち取り、細川軍は天王寺までいったん兵をひいた。細川・浦上連合軍はすぐさま陣変し、細川軍は中嶋の浦江（現在の大阪市北区、大淀周辺と思われる）、浦上軍は野田城・福島城に陣をひいた。この野田城・福島城は、後の野田・福島の戦いの時に織田信長が落とせなかった城で要所として知られている。この両城は、近隣にある富松城（西・東富松城）のような二カ所一城で、文献上の初見はこの時に浦上村宗が築城したと思われている。
元長の要請をうけて3月25日、晴元の従兄の阿波守護細川持隆（氏之）が援軍8千兵を送り堺に到着した。元長はその援軍を晴元及び堺公方足利義維の防備軍として堺公方に置き、自身は天王寺に対陣した。この時の兵力を『細川両家記』では、細川・浦上連合軍は2万兵、対する三好軍は総勢1万5千兵であったが、堺公方の防備軍が8千兵であったため手勢は約7千兵であったと思われる。
それまでは目立った戦闘はなかったが5月13日に元長が動いた。沢ノ口（現在の大阪市住吉区、沢之町周辺と思われる）、遠里小野（現在の大阪市住吉区、遠里小野周辺と思われる）周辺に元長が馬廻を率いて進出、細川澄賢率いる別動隊が築島（不明だが『戦国三好一族』では第一次木津川口の戦いで有名な海路木津川口ではないかと明記されている）へ、三好一秀が阿波の精鋭を率いて安孫子、刈田、堀（現在の大阪市住吉区、東南部周辺と思われる）にそれぞれ砦を築城した。
両軍は阿倍野の森を挟んで矢軍を5月後半まで毎日のように繰り返したが、決定的な勝敗はつかず膠着状態になりつつあった。

## 戦後の影響

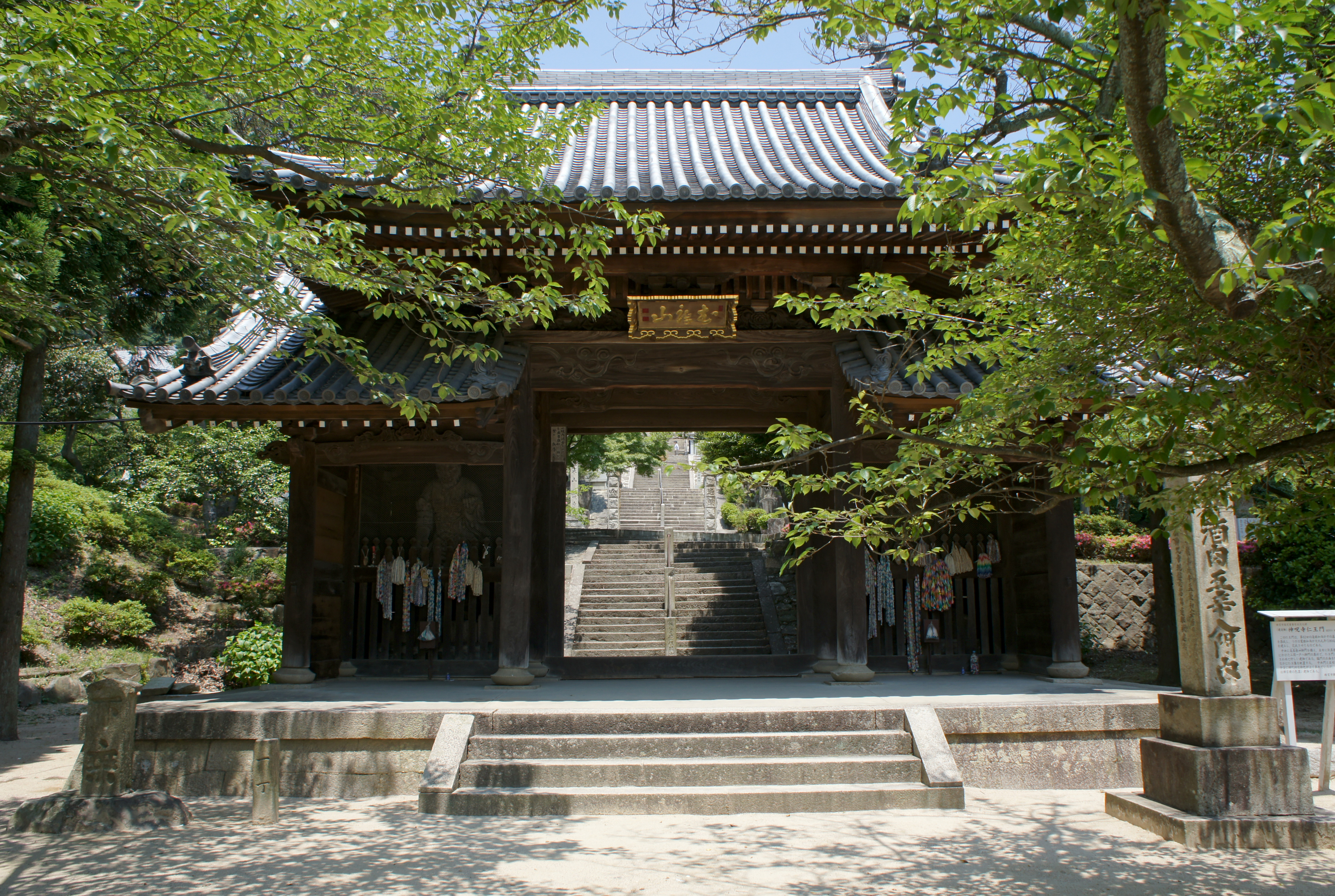
現在の神呪寺

元長が前線に出てくることによって晴元軍は引き締まったが、それでも両軍は決定打に欠け、長期戦の様相が漂いはじめたが、6月2日、赤松政祐が高国の後詰の軍として神呪寺城へ着陣してから状況は変化した。赤松政祐は高国を裏切って背後から攻撃し大物崩れにつながり細川・浦上連合軍は瓦解することになった。